# Kingale
Kingale è una circoscrizione (ward) della Tanzania situata nel distretto urbano di Kondoa, regione di Dodoma. Conta una popolazione di 13 152 abitanti (censimento 2022).